# Віндзейль
Ві́ндзейль (нід. wind — «вітер» і zeil — «вітрило») — широко розповсюджений предмет корабельного інвентаря вітрильників. Призначений для примусової вентиляції трюмів та інших підпалубних приміщень.
Зазвичай віндзейль являє собою довгий гнучкий рукав з жорсткими внутрішніми розпірками для збереження форми, що при роботі розміщується на такелажі. Виготовлявся, як правило, з парусини, цупкої прогумованої тканини чи іншого міцного матеріалу. На верхній частині віндзейля встановлювався повітрозабірник зі спрямовувальними полицями, що утримувалися бакштагами таким чином, щоб вхідний отвір розташовувався проти вітру. Вихідний кінець при роботі цього пристрою через люки чи ілюмінатори направлявся всередину корабельних приміщень. Після переходу флоту на парову тягу віндзейлі були замінені судновими дефлекторами.